# Planocera pellucida
Planocera pellucida är en plattmaskart som först beskrevs av Mertens 1832.  Planocera pellucida ingår i släktet Planocera och familjen Planoceridae. Inga underarter finns listade i Catalogue of Life.